# Charlene, Prințesă de Monaco
Charlène Grimaldi, Prințesă de Monaco (n. 25 ianuarie 1978 în Bulawayo, Rhodesia (acum Zimbabwe) ca Charlene  Lynette Wittstock) este o fostă înotătoare din Africa de Sud care s-a căsătorit la 1 iulie 2011 cu Albert al II-lea, Prinț de Monaco.

## Date biografice
Charlene Wittstock este fiica lui Michael Kenneth Wittstock și al Lynette Humberstone. Tatăl ei avea o firmă iar mama ei a fost profesoară de sport. Charlene s-a născut în Rhodezia (azi Zimbabwe) ea a început să practice înotul de timpuriu împreună cu cei doi frați ai ei. Străstrăbunicii ei au emigrat îm 1861 în Africa, ei provin din Zerrenthin o comună din Mecklenburg-Vorpommern, Germania, ei au lucrat la început ca zilieri pe câmpurile de diamante din Rhodesia. În 1999 Charlène câștigă la înot cupa la probele de 100 m spate, 100 m liber la Jocurile Panafricane (ANOCA). În 2000 ea începe să studieze la Universitatea din Pretoria. Ea a făcut parte din echipa de înot a Africii de Sud care a participat la Jocurile Olimpice de vară din 2000 din Sydney unde au ocupat locul cinci la proba de ștafetă 4 × 100-metri. Tot în același an câștigă medalia de aur la proba de 200 m, la campionatul "Marenostrum" din Monaco. Ea a mai participat cu succes la alte competiții internaționale de înot la probele pe distanță scurtă de 50 și 100 de m. La Jocurile Olimpice de vară din 2008 din Peking n-a mai participat din cauza unei accidentări la umăr. Revista americană a prezentat fotografia ei ca model, în costum de baie. În anul 2000 îl cunoaște pe viitorul ei soț Albert al II-lea, Prinț de Monaco.
Căsătoria civilă din 1 iulie 2011 a fost urmată de o căsătorie religioasă la 2 iulie. La 10 decembrie 2014 s-au născut gemenii Gabriella Thérèse Marie, Contesă de Carladès și Jacques Honoré Rainier, Prinț Ereditar de Monaco.